# Abraxas brevifasciata
Abraxas brevifasciata är en fjärilsart som beskrevs av Barend J. Lempke 1970. Abraxas brevifasciata ingår i släktet Abraxas och familjen mätare. Inga underarter finns listade i Catalogue of Life.